# Sungai Sitolang
Sungai Sitolang is een bestuurslaag in het regentschap Rokan Hulu van de provincie Riau, Indonesië. Sungai Sitolang telt 2048 inwoners (volkstelling 2010).